# Bandera de Vallmoll
La bandera oficial de Vallmoll, a l'Alt Camp, té la següent descripció:
Bandera apaïsada, de proporcions dos d'alt per tres de llarg, groga, amb els tres molls de l'escut, vermells, posats en pal i el del mig contornat, tot el conjunt d'una alçada de 5/6 de l'alt del drap.
Va ser aprovada en el Ple de l'Ajuntament del 16 de maig de 1998, i publicada en el DOGC el 5 de juliol de 2001.